# Saint-Ouen-de-Pontcheuil
Saint-Ouen-de-Pontcheuil é uma comuna francesa na região administrativa da Normandia, no departamento de Eure. Estende-se por uma área de 1,17 km². Em 2010 a comuna tinha 99 habitantes (densidade: 84,6 hab./km²).